# Richardson (Texas)
Richardson es una ciudad ubicada en el condado de Dallas en el estado estadounidense de Texas. En el Censo de 2010 tenía una población de 99223 habitantes y una densidad poblacional de 1.336,9 personas por km². En Richardson se encuentra la Universidad de Texas en Dallas, así como una numerosa concentración de empresas de telecomunicación. Más de 5000 negocios tienen alguna instalación empresarial en el Corredor de Telecomunicaciones. En dicha ciudad se hallan compañías como: AT&T, Verizon, Cisco Systems, Samsung, MetroPCS, Texas Instruments, Fujitsu, entre otras.

## Geografía
Richardson se encuentra ubicada en las coordenadas 32°58′20″N 96°42′29″O / 32.97222, -96.70806. Según la Oficina del Censo de los Estados Unidos, Richardson tiene una superficie total de 74.22 km², de la cual 73.98 km² corresponden a tierra firme y (0.32%) 0.24 km² es agua.

## Urbanismo

### CityLine: una microciudad

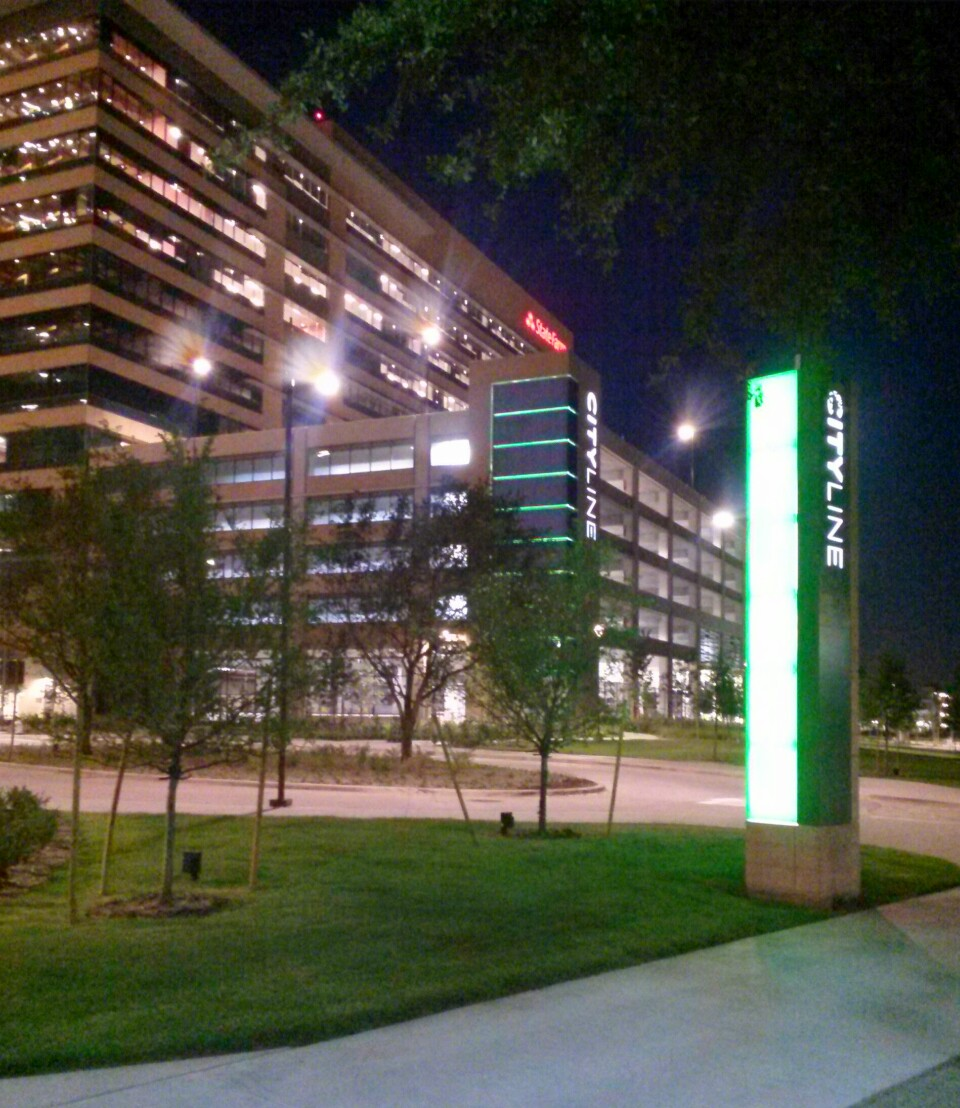
CityLine

Próximamente en el Corredor de Telecomunicaciones de la ciudad de Richardson, se inaugurará una microciudad que pretende ser novedosa en el área de Dallas. Esta será una ciudad dentro de otra, contará con edificios empresariales nuevos, supermercados, restaurantes, entretenimiento, gimnasio, viviendas, igualmente, acceso al tren Dart; Todas estas instalaciones con el designio de crear una ciudad estadounidense acogedora y en cierto modo emulable. En la actualidad las distancias en las ciudades de este país suelen producir enormes inconvenientes, pues para ir a cualquier lugar siempre debe emplearse el automóvil. En la microciudad CityLine las personas podrán recurrir a las instalaciones antedichas a pie gracias a su relativa cercanía. Asimismo, estará dotada de verdor, pues se le incorporarán árboles, césped, así como sus parques. Al obscurecer, las farolas se encargarán de proporcionar la iluminación a los línea-urbanitas. Habrá interacción humana, conversaciones, gente caminando, negocio y mucho más.
La microciudad CityLine se encontrará en la intersección de las carreteras 75 y President Greorge Bush.
CityLine Richardson
Video acerca de CityLine

## Economía

### Telecom Corridor

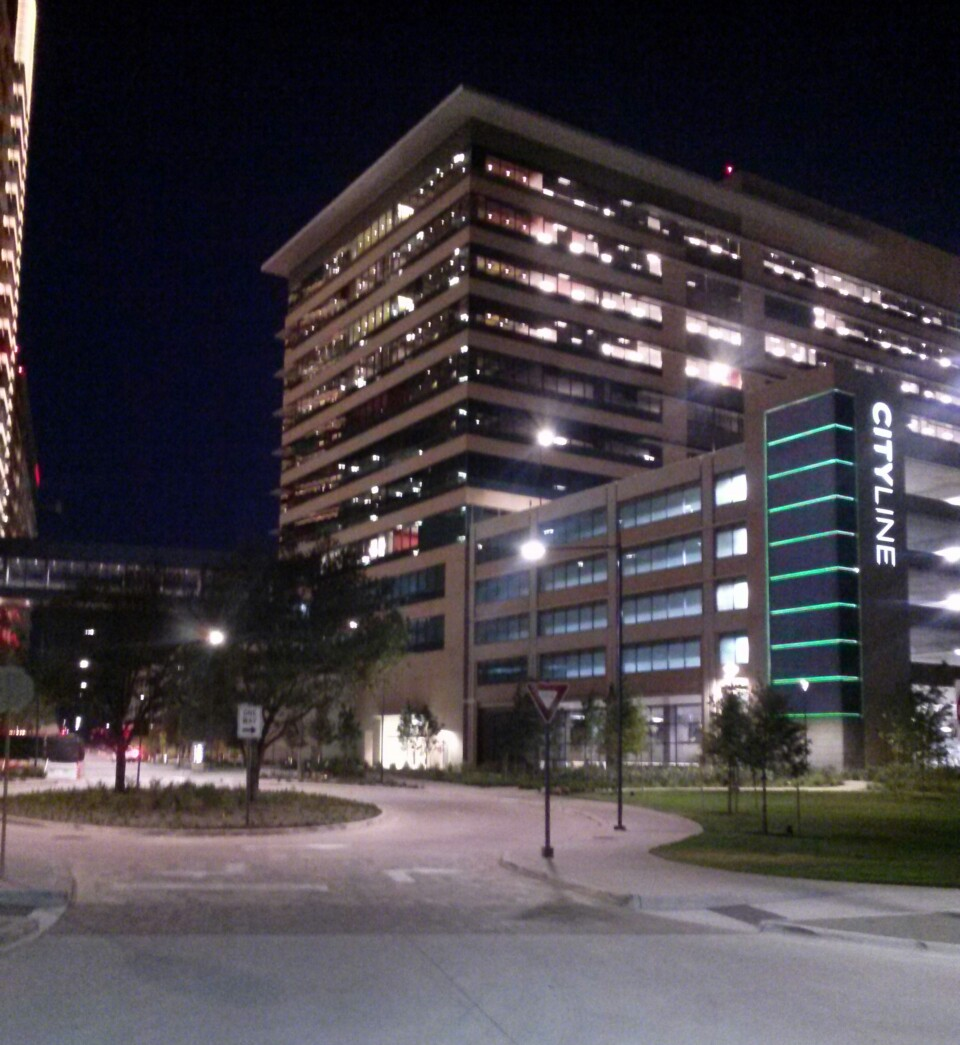
Microciudad CityLine, en el Corredor de Telecomunicaciones

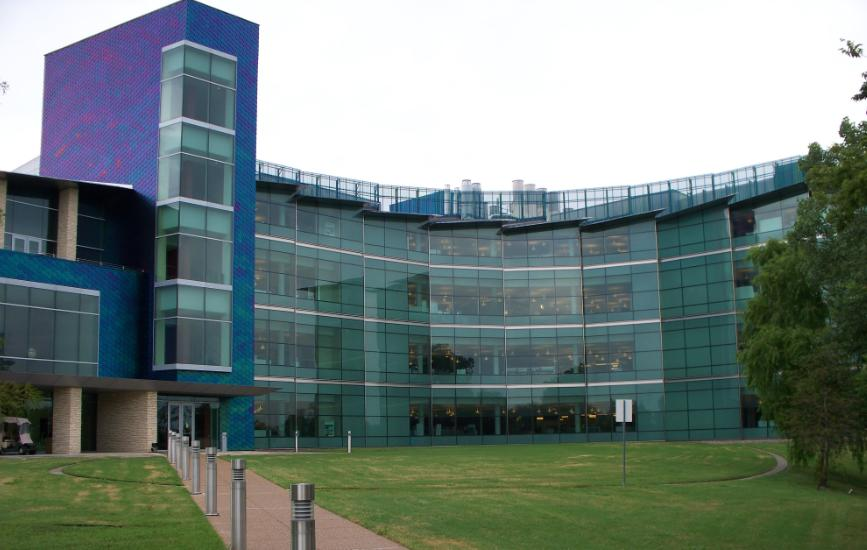
La Universidad de Texas en Dallas se encuentra en el Corredor de Telecomunicaciones

En el condado de Dallas y más precisamente al norte en la ciudad de Richardson, existe una zona empresarial llamada el Telecom Corridor, lo equivalente al Silicon Valley de California. El Corredor de Telecomunicaciones cuenta con aproximadamente 2.800.000 metros cuadrados de espacio para oficinas, edificios comerciales multifuncionales o industriales para empresas.
El Corredor de Telecomunicaciones se halla en una ubicación estratégica, ya que el 90% de los estudiantes de los dos distritos escolares —de Richardson— se gradúan para después asistir a la universidad, a su cercanía se halla la Universidad de Texas en Dallas, una de las más selectivas enfocada en las investigaciones y más concretamente en el área de la ciencia y tecnología, de esta manera se convierte en una zona de concentración de trabajadores tecnológicos bien calificados; si el bilingüismo inglés-español es necesario, a sus proximidades se halla la ciudad de  Garland con muchos hispanohablantes, de igual forma en la ciudad de Richardson viven muchos habitantes de distintos países, lo cual, facilita la internacionalidad de una compañía.
Si la empresa busca los últimos avances tecnológicos, el más alto nivel de servicio financiero, carreteras interestatales, servicios de transporte público cercanos tanto de tren como de autobús para sus trabajadores, vecindarios seguros o una ciudad con una administración municipal estable y consistente a favor de los negocios, entonces, el Telecom Corridor en el condado de Dallas se convierte ideal para cualquier compañía.
Las empresas interesadas en más información pueden hallarla en la página cibernética de la Cámara de Comercio de Richardson.

### Cámara de Comercio de Richardson

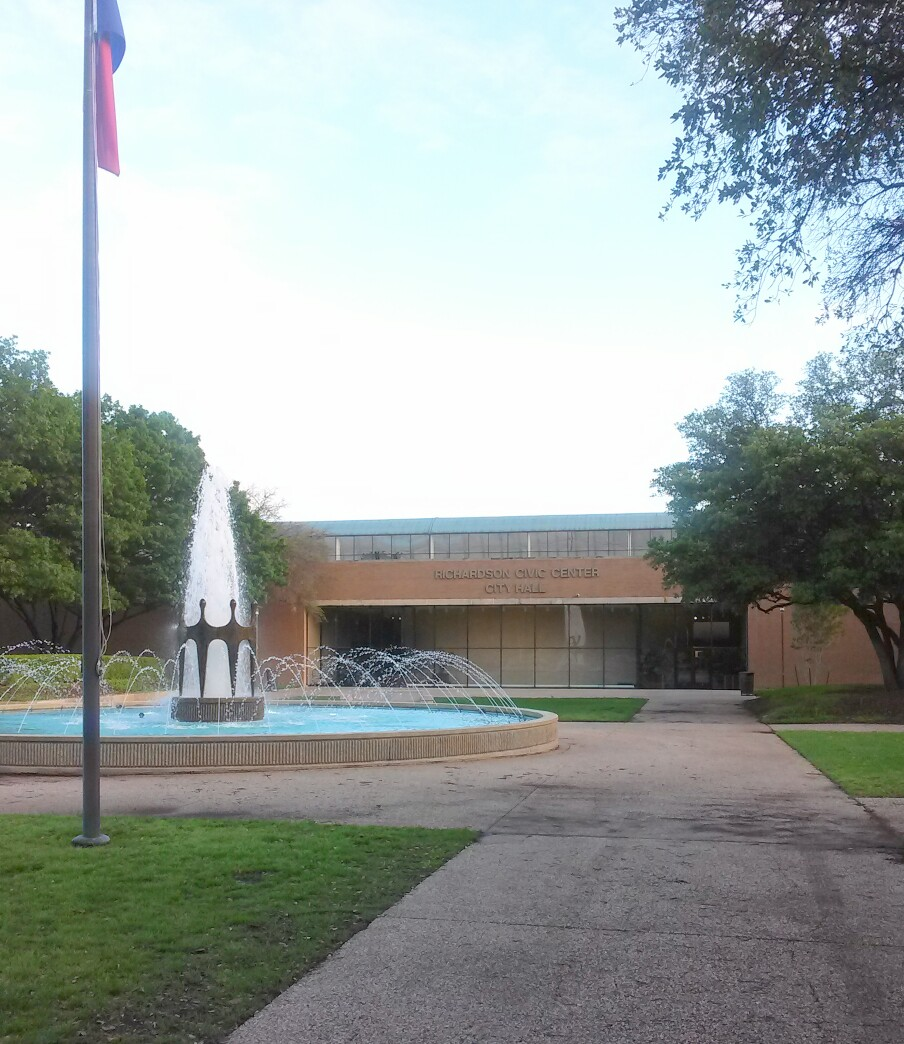
En el interior del Centro Cívico se halla cámara de comercio.

Cualquier persona que guste solicitar información para instalar su empresa en el Corredor de Telecomunicaciones puede recurrir personalmente a la cámara de comercio que se halla en el interior del Centro Cívico, éste justo al lado de la Biblioteca de Richardson.

## Lugares de Interés

### Biblioteca Pública de Richardson

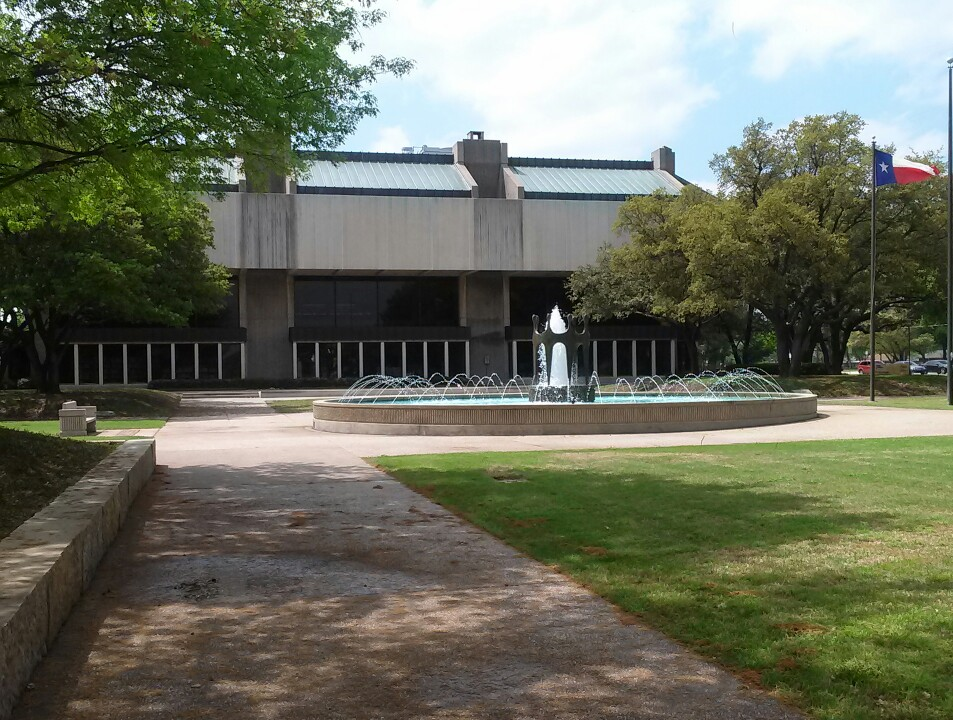
Parte trasera de la biblioteca de Richardson

Esta biblioteca está compuesta de tres pisos y un piso subterráneo, tiene a disposición del público miles y miles de libros en inglés, asimismo, centenares de libros de todo género en otros idiomas como: ruso, español chino, francés, alemán, japonés, hindi, vietnamita o árabe. La biblioteca hace préstamos de libros, películas, discos musicales y audiolibros. Las personas tienen acceso a las computadoras y a Internet gratuito. Hay periódicos en diferentes idiomas para los lectores.
Para conseguir una tarjeta bibliotequera gratis, las personas deben habitar en Richardson o una ciudad colindante —hay excepciones—. La Biblioteca Pública de Richarson está situado en la calle Arapaho, a pasos de la autopista 75

### Chinatown de Dallas

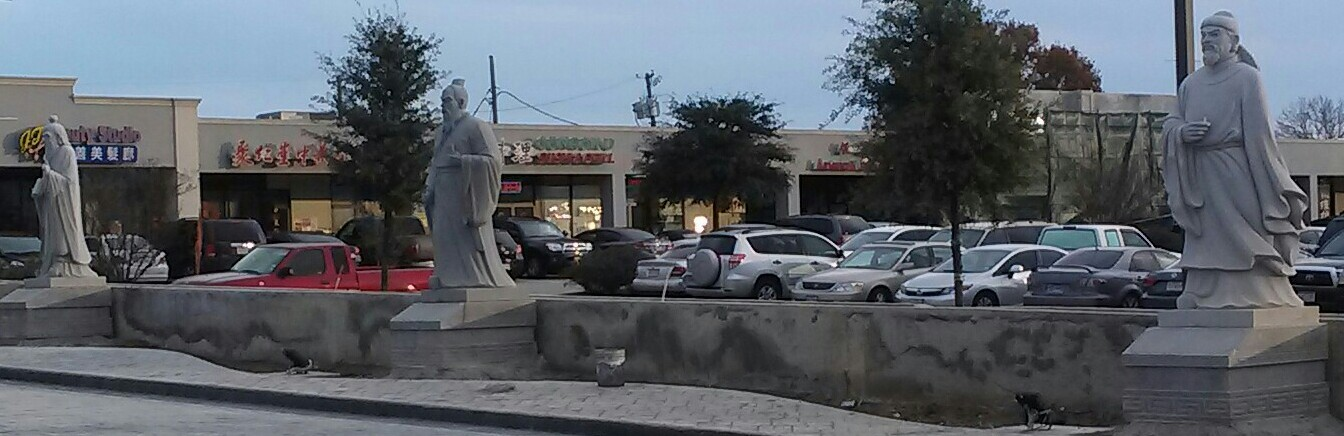
Estatuas en el Barrio Chino

El Barrio Chino de Dallas —中國城 literalmente, pueblo o ciudad china— está ubicado en el norte de Dallas, en la ciudad de Richardson. En realidad se trata de una plaza de establecimientos chinos y asiáticos. Las personas pueden encontrar ahí un mercado chino, librerías con material en chino, heladerías, restaurantes y hasta un local de películas chinas. Uno puede hallar locales de gastronomía japonesa, coreana, taiwanesa y vietnamita.  Desde esa misma zona se emite el periódico chino Dallas Chinese News o en chino «達拉斯新聞»

El Barrio Chino de Dallas cuenta con su propio Centro Cultural Chino,  en donde se llevan a cabo competencias de caligrafía, festividades culturales chinas, exhibiciones de arte, así como funciones de música y danza. En el centro se imparten clases de informática, chino, inglés, pintura, artes marciales, taichí y diferentes tipos de danza. Adicionalmente, el centro cultural dispone de una biblioteca con estanterías de libros, revistas y periódicos en chino.
Se puede llegar al Barrio Chino en tren DART, se toma la línea roja y se baja en la estación Arapaho Center Station, se encuentra a sólo minutos de la estación.

## Demografía
Según el censo de 2010, había 99223 personas residiendo en Richardson. La densidad de población era de 1.336,9 hab./km². De los 99223 habitantes, Richardson estaba compuesto por los siguientes:
- el 67.13% eran blancos.
- el 8.57% eran afroamericanos.
- el 0.49% eran amerindios.
- el 15.1% eran asiáticos.
- el 0.05% eran isleños del Pacífico.
- el 5.66% eran de otras razas.
- el 2.98% pertenecían a dos o más razas.

Del total de la población el 15.97% eran hispanos o latinos de cualquier raza.

## Educación
El Distrito Escolar Independiente de Richardson y el Distrito Escolar Independiente de Plano gestionan escuelas públicas que sirven al parte en el Condado de Dallas y al parte en el Condado de Collin, respectivamente.
En el condado de Dallas, los Colegios Comunitarios del Condado de Dallas gestiona colegios comunitarios (instituciones de educación superior). En el condado de Collin, Collin College gestionan colegios comunitarios.

### Universidad de Texas en Dallas

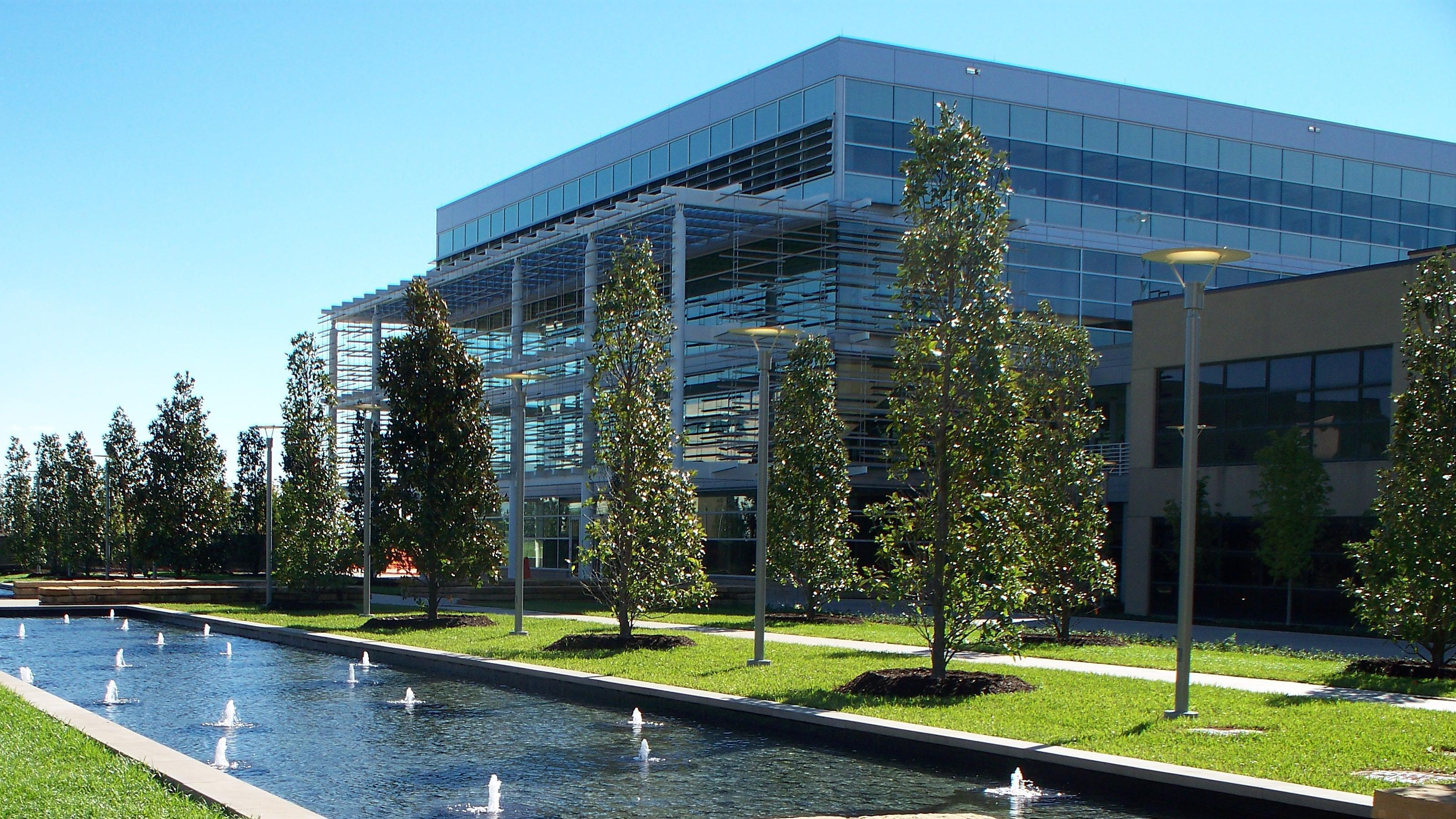
Oficina de información para el visitante en la UTD

La Universidad de Texas en Dallas —conocida en inglés como University of Texas at Dallas (UTD)— es una universidad con renombre que destaca por ser de las más prestigiosas de los Estados Unidos en cuanto a las ciencias y tecnologías. Dispone de programas de estudios de ingeniería, informática, economía, historia, mercadotecnia,  estudios latinoamericanos, neurociencia, ciencia cognitiva, biología molecular, biotecnología, ingeniería de telecomunicaciones, entre otros. La universidad afirma que en el 2013, el 38% de sus estudiantes de primer año se habían graduado de sus respectivas preparatorias, entre los mejores de su clase, es decir, entre el 10% más alto de la clase; asimismo el 71% se de sus estudiantes de primer año se habían graduado entre el 25% más alto.

La universidad está ubicada en la zona tecnológica y empresarial conocida como Telecom Corridor.